# Баскатовка
Баскатовка — село в Марксовском районе Саратовской области, в составе Подлесновского муниципального образования.
Основано как немецкая колония Кинд в 1767 году
Население - 932 (2010)

## История
Основано в 1767 году. Вызывательная колония барона Борегарда. Первые поселенцы – 39 семей из Австрии, Дармштадта, Саксонии и Дании.. До 1917 года немецкая колония Панинского колонистского округа, впоследствии Панинской волости, затем Рязановской волости Николаевского уезда Самарской губернии. Название своё получила по имени вице-президента Канцелярии опекунства иностранных Баскакова. Заложено у реки Малый Караман, в 1770 году перенесено на более благоприятное место.
После образования трудовой коммуны (автономной области) немцев Поволжья село Кинд входило в состав Панинского (Шенхенского) района, после перехода к кантонному делению административный центр Киндского сельсовета Марсштадтского кантона. С 1 января 1935 года, после выделения Унтервальденского кантона из Марксштадтского, и до ликвидации АССР немцев Поволжья 1941 году село Кинд относилось к Унтервальденскому кантону.
В голод 1921 года в селе родилось 219, умерли 631 человек. В 1926 году в селе имелись сельсовет, сельскохозяйственное кооперативное товарищество, начальная школа, изба-читальня. В 1927 году село Баскатовка (оно же Баскаковка) официально переименовано в село Кинд
28 августа 1941 года был издан Указ Президиума ВС СССР о переселении немцев, проживающих в районах Поволжья. Немецкое население депортировано в Сибирь и Казахстан, село, как и другие населённые пункты Унтервальденского кантона было включено в состав Саратовской области. После 1941 года переименовано в село Баскатовка.

## Физико-географическая характеристика
Село находится в Низком Заволжье, относящемся к Восточно-Европейской равнине, у левого берега Волги, между сёлами Рязановка и Сосновка. Высота центра населённого пункта - 35 метров над уровнем моря. В окрестностях населённого пункта распространены чернозёмы южные и тёмно-каштановые солонцеватые и солончаковые почвы.
По автомобильным дорогам расстояние до областного центра города Саратова - 90 км, до города Энгельс - 73 км, до районного центра города Маркс - 27 км, до административного центра сельского поселения села Подлесное - 3,6 км. У села проходит региональная автодорога Р226 (Волгоград - Энгельс - Самара)
Часовой пояс
Баскатовка, как и вся Саратовская область, находится в часовой зоне МСК+1. Смещение применяемого времени относительно UTC составляет +4:00.

## Население
| 1769  | 1773  | 1788  | 1798  | 1816  | 1834  | 1850  |
| ----- | ----- | ----- | ----- | ----- | ----- | ----- |
| 111   | ↗140  | ↘137  | ↗166  | ↗502  | ↗815  | ↗822  |
| 1859  | 1889  | 1897  | 1905  | 1910  | 1920  | 1922  |
| ↗1315 | ↗1592 | ↗2388 | ↗2847 | ↘2314 | ↘1732 | ↘1599 |
| 1926  | 1931  | 2002  | 2010  |       |       |       |
| ↗1717 | ↗2395 | ↘1008 | ↘932  |       |       |       |

Национальный состав
В 1931 году 100 % населения села составляли немцы.